# Гидрология, гидрохимия и гидроэкология
Гидрология, гидрохимия и гидроэкология (укр.  - Гідрологія,  гідрохімія і гідроекологія) — ISSN: 2306-5680 — периодический научный сборник, который основан в 2000 году по инициативе В. К. Хильчевского — доктора географических наук, профессора, заслуженного деятеля науки и техники Украины, заведующего кафедрой гидрологии и гидроэкологии Киевского национального университета имени Тараса Шевченко. Издается Киевским университетом и Украинским географическим обществом. Объем — около 15 печатных листов. Периодичность выхода — 4 раза в год. На 2020 год вышло 57 выпусков. Выходит на украинском языке, печатаются также статьи на языке оригинала.

Постановлением ВАК Украины № 1-01/10 от 13.12.2000 сборник включен в перечень специальных периодических изданий по специальностям «Географические науки». Повторное постановление ВАК Украины — № 1-05/2 от 10.03.2010. Зарегистрирован в Министерстве юстиции Украины приказом № 1806/5, свидетельство о государственной регистрации — КВ № 15819 — 4291Р от 08.10.2009. 

Обложка научного сборника «Гидрология, гидрохимия и гидроэкология» в 2000—2012 гг.

## Тематика
- В сборнике освещаются результаты теоретических, прикладных и региональных исследований природных вод, их физических свойств, химического и биологического состава, гидрологических процессов и их связь с компонентами ландшафта в разных природных зонах; данные экспериментальных исследований на Богуславском гидролого-гидрохимическом стационаре Киевского университета на р. Рось (бассейн Днепра).
- Анализируются последствия антропогенных изменений водных объектов, загрязнение их вод, вызванные хозяйственной деятельностью.
- Исследуется эффективность мероприятий по регулированию количественных и качественных показателей водных ресурсов; рассматриваются научно-методические аспекты международного сотрудничества в области комплексного использования и охраны вод (трансграничные речные бассейны с Россией, Белоруссией, Польшей, Венгрией, Румынией).
- Обсуждаются вопросы современного гидрологического образования в вузах.

Авторы — ученые Киевского национального университета имени Тараса Шевченко, вузов Украины и России, Национальной академии наук Украины, отраслевых институтов, зарубежных университетов.

## Редакционная коллегия
- Хильчевский В. К. — главный редактор, доктор географических наук;
- Гребень В. В. — заместитель главного редактора, доктор географических наук;
- Лукьянец О. И. — ответственный секретарь, кандидат географических наук;
- Гопченко Е. Д., доктор географических наук;
- Линник П. Н., доктор химических наук;
- Ободовский А. Г., доктор географических наук;
- Осадчий В. И., доктор географических наук, член-корреспондент НАН Украины;
- Пелешенко В. И., доктор географических наук;
- Самойленко В. Н., доктор географических наук;
- Снежко С. И., доктор географических наук;
- Тимченко В. М., доктор географических наук;
- Яцык А. В., доктор технических наук, академик Национальной академии аграрных наук Украины.